# Свонтон (селище, Вермонт)
Свонтон (англ. Swanton) — селище (англ. village) в США, в окрузі Франклін штату Вермонт. Населення — 2328 осіб (2020).

## Географія
Свонтон розташований за координатами 44°55′25″ пн. ш. 73°7′6″ зх. д. / 44.92361° пн. ш. 73.11833° зх. д. (44.923474, -73.118428).  За даними Бюро перепису населення США в 2010 році селище мало площу 2,05 км², з яких 1,97 км² — суходіл та 0,08 км² — водойми.

## Демографія
Згідно з переписом 2010 року, у селищі мешкало 2386 осіб у 999 домогосподарствах у складі 633 родин. Густота населення становила 1162 особи/км².  Було 1083 помешкання (527/км²).
Расовий склад населення:
| - 92,5 % — білих - 2,8 % — корінних американців - 0,5 % — азіатів - 0,3 % — чорних або афроамериканців |

До двох чи більше рас належало 3,5 %. Частка іспаномовних становила 0,8 % від усіх жителів.
За віковим діапазоном населення розподілялося таким чином: 24,1 % — особи молодші 18 років, 59,1 % — особи у віці 18—64 років, 16,8 % — особи у віці 65 років та старші. Медіана віку мешканця становила 41,3 року. На 100 осіб жіночої статі у селищі припадало 94,8 чоловіків;  на 100 жінок у віці від 18 років та старших — 91,3 чоловіків також старших 18 років.
Середній дохід на одне домашнє господарство  становив 50 030 доларів США (медіана — 41 349), а середній дохід на одну сім'ю — 58 068 доларів (медіана — 53 929). Медіана доходів становила 42 321 долар для чоловіків та 30 605 доларів для жінок. За межею бідності перебувало 17,7 % осіб, у тому числі 33,2 % дітей у віці до 18 років та 17,4 % осіб у віці 65 років та старших.
Цивільне працевлаштоване населення становило 1216 осіб. Основні галузі зайнятості: освіта, охорона здоров'я та соціальна допомога — 22,4 %, виробництво — 20,2 %, роздрібна торгівля — 11,9 %, мистецтво, розваги та відпочинок — 7,7 %.